# Neoseiulus benjamini
Neoseiulus benjamini är en spindeldjursart som först beskrevs av Schicha 1981.  Neoseiulus benjamini ingår i släktet Neoseiulus och familjen Phytoseiidae. Inga underarter finns listade i Catalogue of Life.